# Lục Vân Tiên (phim truyền hình)
Lục Vân Tiên là một bộ phim truyền hình được thực hiện bởi Hãng phim Truyền hình Thành phố Hồ Chí Minh, Đài Truyền hình Thành phố Hồ Chí Minh do Đỗ Phú Hải, Lê Bảo Trung và Nguyễn Phương Điền làm đạo diễn. Phim được chuyển thể từ tác phẩm truyện thơ cùng tên của Nguyễn Đình Chiểu. Phim phát sóng lần đầu vào năm 2004 trên kênh HTV7.

## Nội dung
Lục Vân Tiên (Chi Bảo) cùng các huynh đệ dốc tâm rèn luyện võ nghệ, vùi mài kinh sử. Do nhu cầu cấp bách của triều đình, cậu phải lên đường phò vua giúp nước. Theo dự đoán của thầy, Lục Vân Tiên phải bước qua con đường khoa cử nhiều gian nan, lận đận. Trên đường đi, thấy người gặp nạn, Lục Vân Tiên ra tay cứu giúp và vô tình biết được đó là Kiều Nguyệt Nga (Hồng Ánh) – một người thiếu nữ khuê các, xuất thân nhà quan.

## Diễn viên
- Hồng Ánh trong vai Kiều Nguyệt Nga[6]
- Chi Bảo trong vai Lục Vân Tiên[7]
- Trương Ngọc Ánh trong vai Võ Thể Loan[8]
- Cao Minh Đạt trong vai Trịnh Hâm
- Mỹ Uyên trong vai Kim Liên
- Nguyên Vũ trong vai Vương Tử Trực[9]
- Quyền Linh trong vai Hớn Minh
- Phước Sang trong vai Bùi Kiệm
- Kim Thư trong vai Hoài Thư
- Thân Thúy Hà trong vai Ngọc Điệp

Cùng một số diễn viên khác....

## Giải thưởng
| Năm  | Giải thưởng   | Hạng mục                  | (Người) đề cử | Kết quả   | Tham khảo |
| ---- | ------------- | ------------------------- | ------------- | --------- | --------- |
| 2004 | Giải Mai Vàng | Nam diễn viên truyền hình | Phước Sang    | Đoạt giải | [ 10 ]    |